# سيدي بوبكر (إقليم الرحامنة)
 سيدي بوبكر  (بالإنجليزية: SIDI BOUBKER)‏ هي جماعة قروية تابعة لإقليم الرحامنة ضمن جهة مراكش أسفي بالمغرب. بلغ مجموع عدد سكان  سيدي بوبكر حسب إحصاءات 2004 حوالي 6398 نسمة يعيشون في 926 أسرة.

## إحصاء عام
| السنة | عدد السكان | عدد الأسر | عدد الأجانب |
| ----- | ---------- | --------- | ----------- |
| 1994  | 6869       | 883       | °°°°        |
| 2004  | 6398       | 926       | 0           |